# Ignace Raad
Ignace Raad BS (* 20. Dezember 1923 in Kafar-Nabrakh, Libanon; † 19. Juli 1999 in Montreal, Kanada) war Erzbischof der Melkitischen Griechisch-Katholischen Kirche von Sidon im Libanon und Richter am Gericht der Römischen Rota.

## Leben
Im Alter von 11 Jahren trat er in das Kloster der Melkitischen Basilianer vom Heiligsten Erlöser in Joun ein. 1945 legte er das Ewige Gelübde ab und bereitete sich als Mönch auf das Priesteramt vor. Sein Vorgänger im Amt, Bischof Basile Khoury BS von Sidon, weihte ihn 1947 zum Diakon und der Patriarch von Antiochien, Erzbischof Maximos IV. Sayegh, weihte ihn am 9. November 1947 zum Ordenspriester der melkitischen Basilianer. Danach lehrte er zwei Jahre am Priesterseminar der Basilianer und promovierte 1949 in Rom zum Doktor der Politikwissenschaft und zum Doktor für das Kirchen- und Zivilrecht.
Von 1953 bis 1972 war er Pfarrer der Pfarrgemeinde „Unbefleckte Empfängnis von Heliopolis“ in Kairo. Während dieser Zeit wurde er zum Archimandrit geweiht und war in weiteren Funktionen im Erzbistum Alexandria an der melkitischen Hochschule Professor für Religion, Gerichtspräsident des Patriarchalen Appellationsgerichts und stellvertretender Patriarchalvikar von Alexandria.
Er wechselte 1972 nach Rom in den Vatikan und war bis 1981 Richter am Gericht der Römischen Rota. Die melkitische Bischofssynode wählte ihn am 9. September 1981 zum Erzbischof von Sidon. Am 30. Oktober 1981 wurde Ignace Raad von Erzbischof Maximos V. Hakim und den Mitkonsekratoren Erzbischof Nicolas Hajj SDS und Erzbischof François Abou Mokh BS zum Bischof geweiht. Am 18. September 1985 gab er sein Amt an die Synode der Melkitischen Griechisch-Katholischen Kirche zurück und übernahm den Vorsitz des Kirchengerichts der Melkitischen Kirche in Kanada mit Sitz in Montreal. Als sein Nachfolger wurde 1987 Erzbischof Georges Kwaïter in das Amt gewählt. Bis zu seinem Tod am 19. Juli 1999 war er emeritierter Erzbischof von Sidon und wurde am 23. Juli 1999 in Montreal beigesetzt.